# Assaad Bouab
Assaad Bouab, född 31 juli 1980 i Aurillac, Cantal, är en fransk skådespelare.
Bouab har bland annat medverkat i filmen Infödd soldat. Han har även medverkat i TV-serierna Ring min agent! och Franklin.

## Filmografi (i urval)
- 2006 – Infödd soldat
- 2010 – Outside the Law
- 2017–2020 – Ring min agent! (TV-serie)
- 2022 – Bad Sisters (TV-serie)
- 2024 – Franklin (TV-serie)